# La sveglietta/La cicoria
La sveglietta/La cicoria è un singolo di Domenico Modugno pubblicato nel 1959.

## Descrizione
Questo disco fu pubblicato da una sottoetichetta della RCA Italiana, la RCA Camden, e riutilizza due registrazioni effettuate dal cantautore nel 1954 e già pubblicate, all'epoca, su 78 giri: per sfruttare il successo che Modugno, passato alla Fonit Cetra, aveva ottenuto, la vecchia casa discografica effettuò alcune ristampe del vecchio materiale, sia su 45 giri che su LP, e questo disco rientra tra queste.
La prima canzone è più famosa della seconda, ha avuto anche molte reinterpretazioni, come quella di Renato Carosone (con le tipiche vocine accelerate); venne inoltre reinciso da Modugno in svariate occasioni, di cui due con il passaggio alla Fonit Cetra (una versione da solo con la chitarra ed una accompagnato dal gruppo).

## Tracce
Lato A
1. La sveglietta (testo: Domenico Modugno – musica: Franco Nebbia)

Lato B
1. La cicoria (Domenico Modugno)

## I brani
La sveglietta
Allegra tarantella di una persona che ha comprato una sveglietta per 10.000 lire, ma non lo fa mai dormire perché suona molto presto, e che addirittura gli vuole bene, e che non può mai lasciare.
La cicoria
Descrive nel testo una famiglia intera di contadini intenta a mangiare cicoria:
La cicoria era un cibo considerato povero e molto diffuso presso i contadini, ed ogni strofa è separato da un ritornello non sense, secondo una modalità molto usata nella musica folk:
Questa canzone è cantata insieme a Franca Gandolfi che effettua la doppia voce in controcanto sulla melodia del testo cantato da Modugno.